# Нушин, Абдолхосейн
Абдолхосейн Нуши́н (перс. عبدالحسین نوشین‎ [‘Абд ал-Хусайн Нушин], также транслитерируется как Абдольхосейн Нушин; 1906, Торбете-Хейдерие, Иран — 1971, Москва) — иранский писатель, артист, драматург, театральный режиссёр, основоположник современного иранского театра.

## Биография
Абдолхосейн Нушин родился в 1906 г. в городе Торбете-Хейдарие провинции Хорасан, в семье проповедника и богослова Мохаммад-Бакера Нушина. Начальную школу окончил в родном городе. Образование продолжил в Тегеране во французском коллеже Сен-Луи, по окончании которого был направлен в Тулузу для изучения истории и географии. Однако, желая изучать театральное дело во Франции, Нушин самовольно сменил специальность, из-за чего лишился стипендии и был вынужден вернуться в Иран. Через несколько лет ему удалось продолжить образование во Франции на собственные средства, полученные от постановки нескольких пьес и издании персидско-французского словаря.
В 1933 г. Абдолхосейн Нушин женился на иранской актрисе театра и кино Лорете Айрапетян (1911—1998), которая стала не только спутницей жизни драматурга, но и его партнёром по театральной деятельности. Во многом именно их стараниями театр в Иране поднялся до уровня искусства, а профессия актёра стала пользоваться уважением.
В 1934 г. в Тегеране состоялся международный конгресс иранистов по случаю тысячелетнего юбилея Абулькасима Фирдоуси, в рамках которого Нушин поставил несколько пьес по «Шахнаме», что способствовало его международной известности.
В конце 1930-х гг. Нушин принял участие в Театральном фестивале в Москве. Тогда же он отправился во Францию для продолжения обучения театральному искусству.
В 1940-х — начале 1950-х гг. Абдолхосейн Нушин ставил спектакли в театрах Фарханг, Фирдоуси, Саади. Расцвет творчества Нушина приходится на время существования «Театра Фирдоуси», который был открыт в 1947 г. при поддержке партии «Туде» и закрыт в 1949 г. За это время были поставлены «Визит инспектора» Джона Пристли, «Синяя птица» Мориса Метерлинка, «Газовая лампа» Патрика Гамильтона и других. Нушин перевёл на персидский язык «На дне» Максима Горького и написал пьесу «Первый петух» (перс. خروس سحر‎), вдохновлённую творчеством Горького. Однако, по цензурным соображениям эти пьесы не были поставлены.
Нушин придерживался левых взглядов, принял участие в создании партии «Туде» в октябре 1941 года. После покушения на шаха Мохаммед Реза Пехлеви, совершенного 4 февраля 1949 года, партия «Туде» была объявлена вне закона. Нушин был осуждён на три года тюремного заключения, которое отбывал в тюрьме «Каср». Он продолжал руководить театром заочно, через жену, которая навещала его каждую неделю, — так была поставлена пьеса Оскара Уайльда «Веер леди Уиндермир».
15 декабря 1950 г. Нушин и несколько других членов партии «Туде» совершили побег. Полтора года он скрывался на территории Ирана. За это время он закончил «Искусство театра» — первое персоязычное руководство по сценическому искусству.
В 1952 г. Нушин бежал в Советский Союз. В 1953 г., после закрытия Театра Саади, его жена присоединилась к нему в Душанбе. Затем они переехали в Москву, где Лорета поступила в Школу-студию МХАТ, а Абдолхосейн в Литературный институт имени А. М. Горького, где защитил диссертацию на соискание ученой степени доктора филологических наук.
Не найдя себе достойного места в театре, Абдолхосейн Нушин принял участие в подготовке критического текста «Шахнаме» Фирдоуси (так называемого «московского издания»), а также составил словарь трудных слов национального иранского эпоса, занимался переводом произведений известных мировых писателей и драматургов на персидский язык.
В течение 1960-х гг. иранские друзья Нушина вели переговоры с САВАК о его возвращении на родину. Переговоры зашли в тупик. В 1965 г. Лорета вернулась в Иран. В 1979 г. она вновь эмигрировала, на этот раз в США. Абдолхосейн Нушин скончался в Москве в 1971 г.

## Сочинения
- Vājénāmak: Farhang-e vājéhāye došvār-e Šāhnāmé, ‘Abdolhoseyn Nūšīn, Tehrān, Entešārāt-e Mo‘īn, 1385 (перс. واژه‌نامک: فرهنگ واژه‌های دشوار شاهنامه، عبدالحسین نوشین، تهران، انتشارات معین، ۱۳۸۵‎) / Важенамак: словарь трудных слов Шахнаме. Абдолхосейн Нушин, Тегеран: Изд. Муин, 2006.

### Публикации на русском языке
Проза А. Нушина переводилась на русский язык, его произведения можно найти в следующих изданиях:
- Алимурад-хан и другие. Повесть. Пер.с персид. А. Бертельса. Худ. В. Лазаревская. М. Худлит. 1962 г. 180 с.
- Необыкновенный день [Текст] : Рассказы соврем. иранских писателей : [Для сред. и старш. школьного возраста] : Перевод с перс. / Рис. В. Лосина. Москва : Детгиз, 1963.
- Рассказы [Текст] : Пер. с перс. / Абдольхосейн Нушин. Москва : Изд-во вост. лит., 1961.
- Сквозь пелену тумана. Рассказы. Пер. с перс. Серия «Современная зарубежная новелла», М. Художественная литература 1974г. 240 с.